# Marsilly (Moselle)
Marsilly (Duits: Marzellingen) is een gemeente in het Franse departement Moselle in de regio Grand Est en telt 895 inwoners (1999).

## Geschiedenis
De gemeente maakte deel uit van het kanton Pange in het arrondissement Metz-Campagne tot op 22 maart 2015 beide werden opgeheven. Marsilly werd opgenomen in het nieuwgevormde kanton Le Pays Messin, dat onderdeel werd van het arrondissement Metz.

## Geografie
De oppervlakte van Marsilly bedraagt 3,2 km², de bevolkingsdichtheid is 124,1 inwoners per km² en de gemeente telt 397 inwoners (1999).
De onderstaande kaart toont de ligging van Marsilly (Moselle) met de belangrijkste infrastructuur en aangrenzende gemeenten.

## Demografie
Onderstaande figuur toont het verloop van het inwonertal (bron: INSEE-tellingen).